# Masksniglar
Masksniglar (Boettgerillidae) är en familj av snäckor. Masksniglar ingår i ordningen landlungsnäckor, klassen snäckor, fylumet blötdjur och riket djur.
Familjen innehåller bara släktet Boettgerilla.